# Droge jachthaven

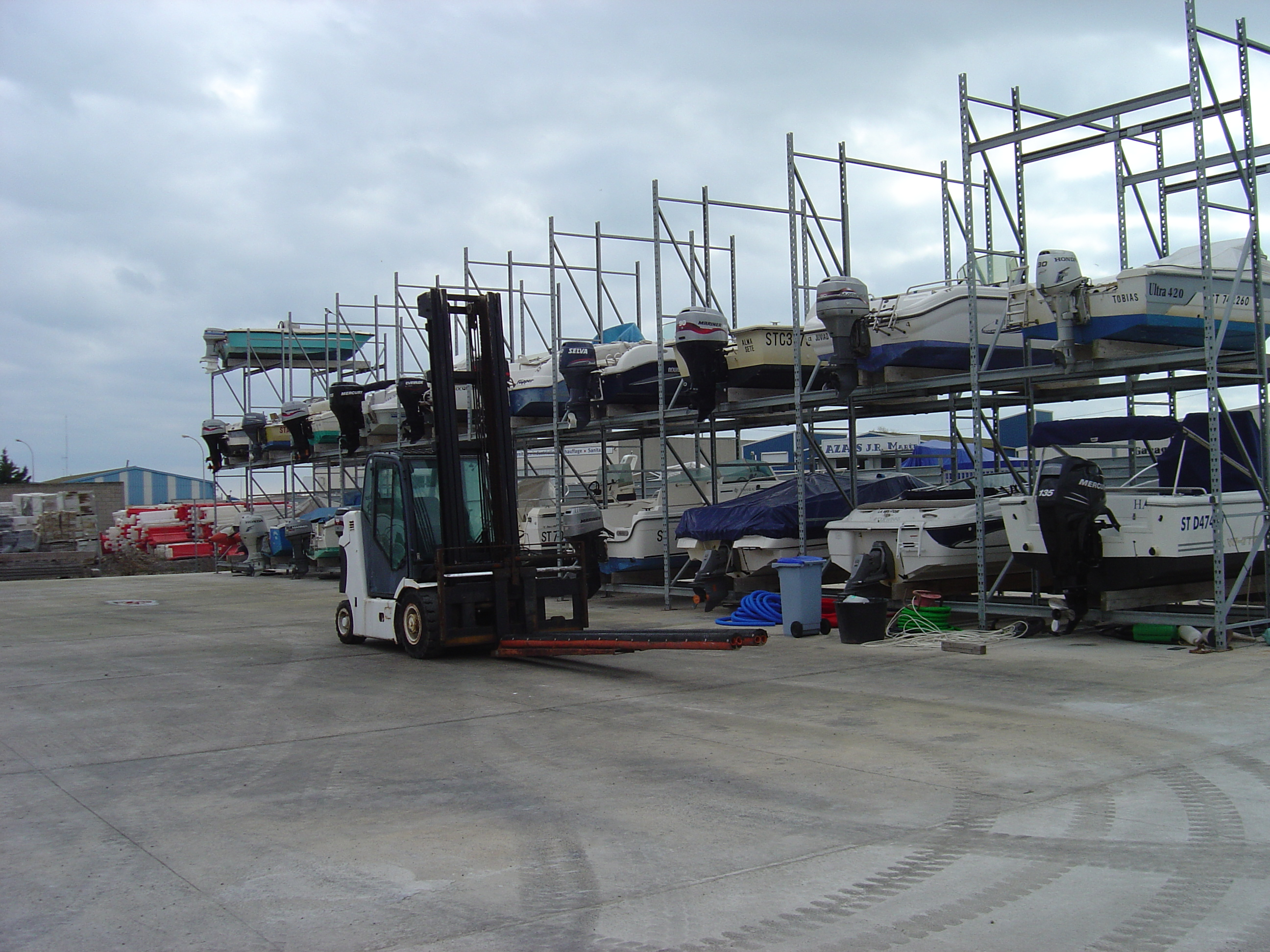

Het principe droge jachthaven, ook wel dry storage of dry stacking genoemd, betekent het verticaal opslaan van boten. Door middel van het gebruik van een heftruck worden de boten in en uit het water gehaald, en staan de boten dus droog gestald als ze niet varen.